# Premiss (dramaturgi)
En premiss är, inom dramaturgi, ett påstående bestående av en mening, vad som förs i bevis av dramats handling. Exempelvis kan pjäsen Hamlet ha premissen hämnd leder till undergång. Begreppet premiss används om såväl teaterpjäser som filmmanus. Premissen är en rent berättarteknisk term och skall inte förväxlas med budskap eller sensmoral.